# Прилузький район
Прилу́зький район (рос. Прилузский район, комі Луздор районы) — адміністративна одиниця Республіки Комі Російської Федерації.
Адміністративний центр — село Об'ячево.

## Населення
Населення району становить 16916 осіб (2019; 20737 у 2010, 24762 у 2002, 27968 у 1989).
Національний склад (станом на 2010 рік):
- комі — 11377 осіб (54,86 %)
- росіяни — 8438 осіб (40,69 %)
- українці — 331 особа (1,60 %)
- білоруси — 60 осіб (0,29 %)
- татари — 36 осіб (0,17 %)
- німці — 34 особи (0,16 %)
- чуваші — 29 осіб (0,14 %)
- азербайджанці — 11 осіб (0,05 %)
- інші — 421 особа

## Адміністративно-територіальний поділ
На території району 12 сільських поселення:
| Поселення                        | Площа, км² | Населення, осіб (1989) | Населення, осіб (2002) | Населення, осіб (2010) | Населення, осіб (2019) | Центр       | Населені пункти |
| -------------------------------- | ---------- | ---------------------- | ---------------------- | ---------------------- | ---------------------- | ----------- | --------------- |
| Вухтимське сільське поселення    | 595,31     | 1536                   | 1322                   | 1126                   | 875                    | Вухтим      | 2               |
| Гур'євське сільське поселення    | 130,93     | 1152                   | 851                    | 694                    | 542                    | Гур'євка    | 4               |
| Занульське сільське поселення    | 342,01     | 234                    | 164                    | 132                    | 91                     | Занульє     | 2               |
| Летківське сільське поселення    | 1492,37    | 3624                   | 3427                   | 2875                   | 2347                   | Летка       | 7               |
| Лоймівське сільське поселення    | 1222,75    | 1485                   | 1139                   | 1105                   | 837                    | Лойма       | 16              |
| Мутницьке сільське поселення     | 143,31     | 855                    | 863                    | 644                    | 468                    | Мутниця     | 4               |
| Ношульське сільське поселення    | 4221,72    | 4140                   | 3273                   | 2545                   | 1939                   | Ношуль      | 15              |
| Об'ячевське сільське поселення   | 2762,73    | 9884                   | 9648                   | 8627                   | 7657                   | Об'ячево    | 20              |
| Прокоп'євське сільське поселення | 251,20     | 507                    | 362                    | 228                    | 129                    | Прокоп'євка | 3               |
| Слудське сільське поселення      | 176,79     | 984                    | 802                    | 513                    | 326                    | Слудка      | 4               |
| Спаспорубське сільське поселення | 1628,06    | 1391                   | 1113                   | 886                    | 717                    | Спаспоруб   | 8               |
| Черемуховське сільське поселення | 329,93     | 2176                   | 1700                   | 1362                   | 988                    | Черемуховка | 3               |

2015 року було ліквідовано селище Верхня Седка.
2016 року були ліквідовані Ваймеське сільське поселення та Верхньолузьке сільське поселення (приєднано до складу Ношульського сільського поселення), Читаєвське сільське поселення (приєднано до складу Об'ячевського сільського поселення), 6 листопада 2019 року — Чорниське сільське поселення (приєднано до складу Об'ячевського сільського поселення).

## Найбільші населені пункти
| №  | Населений пункт | Населення, осіб (1989) | Населення, осіб (2002) | Населення, осіб (2010) |
| -- | --------------- | ---------------------- | ---------------------- | ---------------------- |
| 1  | Об'ячево        | 5 035                  | 5 835                  | 5 699                  |
| 2  | Летка           | 3 221                  | 3 139                  | 2 679                  |
| 3  | Ношуль          | 1 279                  | 1 207                  | 1 119                  |
| 4  | Черемуховка     | 1 525                  | 1 266                  | 1 062                  |
| 5  | Вухтим          | 1 001                  | 879                    | 755                    |
| 6  | Спаспоруб       | 841                    | 694                    | 605                    |
| 7  | Калінінська     | 483                    | 466                    | 446                    |
| 8  | Киддзявідзь     | 535                    | 443                    | 371                    |
| 9  | Чекша           | 559                    | 416                    | 369                    |
| 10 | Чорниш          | 597                    | 466                    | 349                    |